# Aega acuticauda
Aega acuticauda är en kräftdjursart som beskrevs av Richardson 1910. Aega acuticauda ingår i släktet Aega och familjen Aegidae. Inga underarter finns listade i Catalogue of Life.